# 平陽公主 (漢景帝之女)
平阳公主（前2世纪—？），名不详，生卒不详，西汉公主，為汉景帝刘启与皇后王氏之女，汉武帝刘彻之姊。

## 生平
公主的生年不详，在父亲刘启为太子时（前180年至前157年）出生。此时生母王氏仅是太子妾室，公主是她与刘启生的第一个孩子。前157年，父亲刘启登基为帝，大约在此时她获得正式的封号——阳信公主。阳信公主因嫁给曹参的曾孙平阳侯曹時（又称曹寿），被称为平阳公主。在景帝四年（前154年），曹时就已继承了平阳侯爵位，而两人成婚的时间已经不可考。
其弟刘彻即位之初，数年无子，皇后陈氏也一直没有生子。于是平阳公主在家中安排良家子女十余人。建元二年春（前139年）武帝路过平阳公主家时，家中的讴者卫子夫被武帝看中所幸。公主由此获赐金千斤。卫子夫上车入宫时，公主拊其背说：“行矣，彊饭，勉之！即贵，无相忘。”
元光四年（前131年），曹時逝世。此后，平阳公主再嫁汝阴侯夏侯颇。元鼎二年（前115年），夏侯颇因与父亲的御婢通奸有罪而自杀。但钱大昕、王先谦认为下嫁夏侯颇的是孙公主，而非平阳公主。
后来寡居的公主与左右商议长安城中的列侯谁可以成为丈夫的人选。左右皆言卫青可以，公主笑道：“此出吾家，常使令骑从我出入耳，奈何用为夫乎？”左右又说：“今大将军姊为皇后，三子为侯，富贵振动天下，主何以易之乎？”于是公主同意了这门婚事，向皇后卫子夫说明。告之武帝，下诏卫青与平阳公主成婚。《汉书》记公主与曹時离异再嫁卫青。从《史记》所述的“三子为侯”推断，公主与大将军卫青成婚的时间至少在元朔五年（前124年）后。
元鼎六年（前111年），李延年因擅长音乐得到武帝的接见。一日李延年为武帝献歌，歌曰：“北方有佳人，绝世而独立，一顾倾人城，再顾倾人国。宁不知倾城与倾国，佳人难再得！”武帝听后叹息道：“善！世岂有此人乎？”平阳公主于是推荐了李延年的妹妹，就是后来受到武帝宠爱的李夫人。
其后，再没有关于平阳公主的记载。前106年，卫青逝世，与公主合葬。两人谁先逝世，已不可考。西汉的合葬制是不同墓，据现在考证，平阳公主的墓冢在卫青的庐山冢东侧处1300米，当地人称‘羊头冢’。

## 影視形象
- 2000年《大漢天子》：陳紫函飾演 平陽公主
- 2005年《漢武大帝》：楊童舒飾演 平陽公主
- 2010年《美人心計》
- 2014年《衛子夫》：周麗淇飾演 平陽公主
- 2014年《風中奇緣- 大漠謠》： 石筱群飾演 平陽公主(昭陽公主)
- 2014年《霍去病》：张玉洁 飾演 平陽公主

## 相关史料
- 《史记 卷五十四  曹相国世家第二十四》